# Rovinj
Rovinj (wł. Rovigno) – miasto w Chorwacji, w żupanii istryjskiej, siedziba miasta Rovinj. Leży nad Morzem Adriatyckim na półwyspie Istria. W 2011 roku liczyło 13 056 mieszkańców. Patronką miasta jest Eufemia z Chalcedonu.

## Historia
Historia Rovinja sięga VII wieku p.n.e., był wówczas osadą plemienia Ilirów. W 129 p.n.e. znalazł się pod panowaniem Imperium Rzymskiego. Rzymianie miasto nazywali Arupiunum albo Mons Rubineus, później Ruginium i w końcu Ruvinium. Zbudowano je na wyspie blisko wybrzeża. W 856 był atakowany przez Słowian pod wodzą księcia Domagoja. Dopiero w 1763 miasto połączono z lądem zasypując cieśninę. Po rozpadzie cesarstwa około V wieku w stał się częścią Bizancjum. Od VI do VIII wieku należał do Egzarchatu Rawenny. W 788 stał się częścią Imperium Frankońskiego, którzy ufortyfikowali miasto. Nie zabezpieczyło to jednak przed ciągłymi oblężeniami i zniszczeniami czynionymi przez Saracenów i piratów w IX i X wieku. Przez kolejne wieki miejscowość należała do władców feudalnych. Od 1209 była rządzona przez patriarchę Akwilei. W latach 1283–1797 weszła w skład Republiki Wenecji. Miasto również w tym czasie otrzymało prawa miejskie (1531). Miasto za czasów Wenecjan zostało dobrze ufortyfikowane posiadając mury miejskie z trzema bramami. Istniejące do dzisiaj mury miejskie, barokowa brama miejska zwana „Łuk Balbi” (1680) i późnorenesansowa wieża zegarowa, pochodzą właśnie z okresu panowania Wenecji.
Po upadku Wenecjan i po czasach napoleońskich, Rovinj stał się częścią Cesarstwa Austriackiego do czasu I wojny światowej. Pod panowaniem Habsburgów (1813–1920) miasto szybko się rozwijało. Stało się największym miastem na zachodnim wybrzeżu Istrii. Wówczas powstał zakład przetwórstwa rybnego, fabryka tytoniu, teatr oraz lecznica Marii Teresy. Od 1920 do 1945 należała do Włoch, by po II wojnie światowej stać się częścią Socjalistycznej Republiki Chorwacji w ramach Socjalistycznej Federacji Republik Jugosławii. Podczas tego okresu większość włoskich mieszkańców opuściło miasto. Dzisiaj leży w granicach Republiki Chorwacji (1991).
13 sierpnia 1914 r. sześć mil morskich na południowy zachód od latarni morskiej na wyspie św. Ivan na Pučini (San Giovanni in Pelago) koło Rovinja zatonął na Adriatyku statek pasażerski "Freiherr Gautsch". Spośród 529 pasażerów (żołnierze i dzieci do lat 10 nie byli rejestrowani) uratowało się zaledwie 190.

## Zabytki
- Brama Portica
- Brama św. Benedykta
- Brama Świętego Krzyża
- Klasztor Franciszkanów
- Kaplica Świętej Trójcy

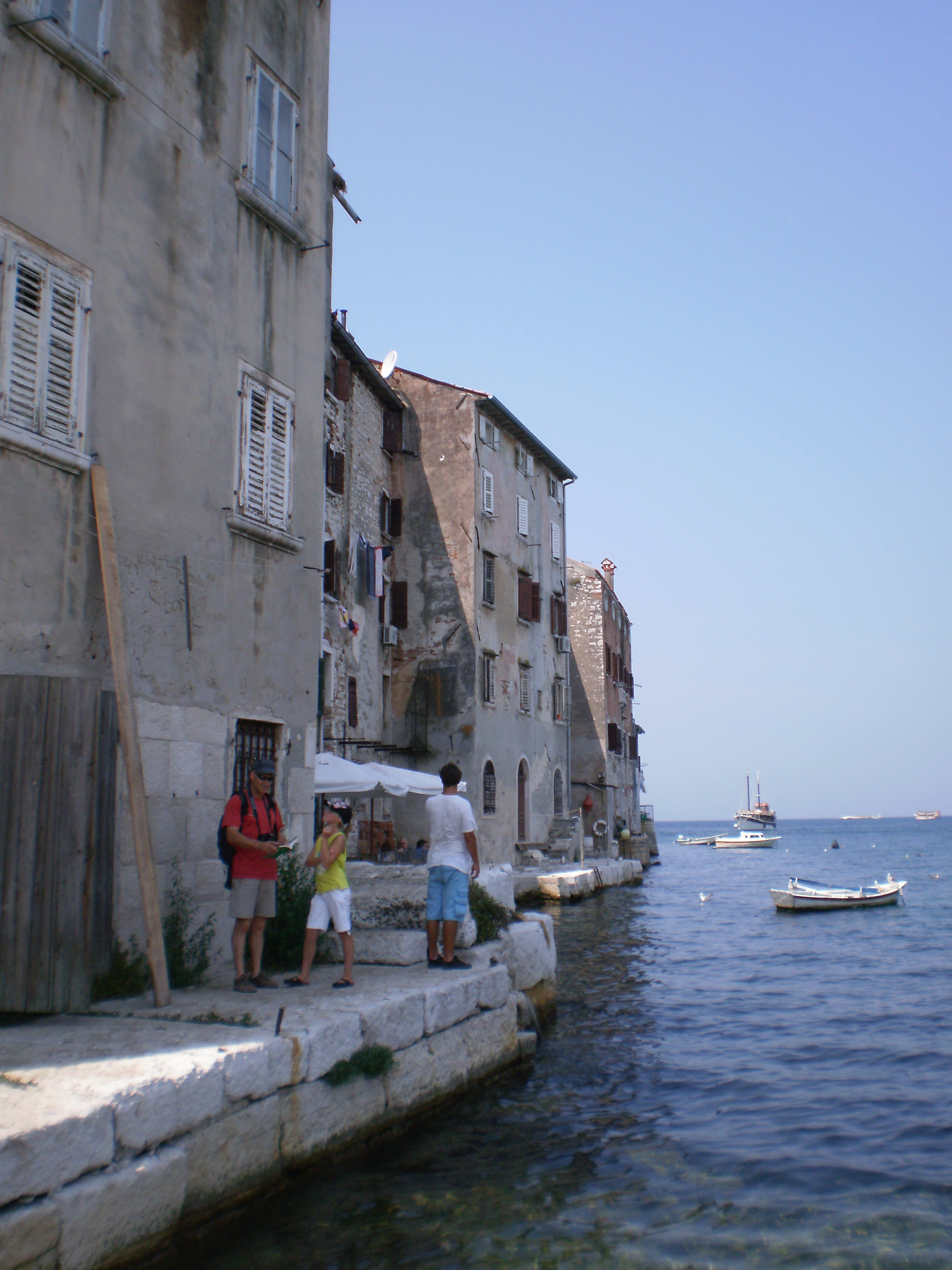
Przybrzeżne kamieniczki w Rovinju

- Kościół św. Eufemii (XVIII wiek) – szczątki świętej przechowywane są w rzymskim sarkofagu w prawej apsydzie. Dzwonnica katedry ma 61 metrów wysokości i jest wzorowana na dzwonnicy św. Marka w Wenecji. Wieńczy ją miedziana figura św. Eufemii[7].
- Kościół św. Krzyża
- Kościół św. Tomasza
- Łuk Balbi w stylu barokowym z 1680
- Ratusz

## Gospodarka
W mieście rozwinął się przemysł rybny, winiarski oraz tytoniowy.

## Polonica
Na wyspie św. Katarzyny koło Rovinja znajduje się pałacyk hrabiego Ignacego Korwin-Milewskiego zbudowany na przełomie XIX/XX wieku według projektu krakowskiego architekta Teodora Talowskiego. Korwin-Milewski posiadał w swojej rezydencji wspaniałą kolekcję polskiego malarstwa w tym dzieła takich malarzy, jak: Maksymilian Gierymski , Aleksander Gierymski, Józef Chełmoński, Józef Pankiewicz, Leon Wyczółkowski, Jan Stanisławski, Ludwik de Laveaux, Jacek Malczewski, Jan Matejko.

## Wydarzenia
- Święto Miasta przypada 16 września, w dzień św. Eufemii. Wydarzenie ma charakter religijny. Oprócz tego w jego trakcie odbywają się także zawody sportowe i koncerty.
- Noc Rovinja (Rovinjska noć) organizowana jest w sierpniu. W trakcie imprezy odbywają się liczne koncerty znanych artystów, a kulminacyjnym punktem jest 15-minutowy pokaz fajerwerków ostatniej nocy. Impreza organizowana jest od 1951 r.[12]

## Współpraca
Miejscowości partnerskie:
- Adria, Włochy
- Camaiore, Włochy
- Houffalize, Belgia
- Leonberg, Niemcy
- Pesaro, Włochy